# José Palla e Carmo
José Sesinando Palla e Carmo (São Sebastião da Pedreira, Lisboa, 1923 – 16 de maio de 1995), conhecido como José Palla e Carmo, foi um escritor, ensaísta, crítico, tradutor e especialista de literatura anglófona. Assinava os seus textos humorísticos como José Sesinando.

## Biografia
Filho do cabeleireiro teatral Vítor Manuel do Carmo, natural da freguesia e concelho de Vouzela, e de sua mulher Virgínia Ramos Palla, doméstica, natural de Lisboa (freguesia de São Cristóvão e São Lourenço), seus padrinhos de casamento. Era irmão do arquitecto e fotógrafo Victor Palla, nascido em 1922. 
Cursou Direito na Faculdade de Direito da Universidade de Lisboa, mas nunca exerceu a advocacia. Foi funcionário do Banco Português do Atlântico, onde Vasco Vieira de Almeida o nomeou director do departamento de relações internacionais.
Ainda estudante de Direito, escreveu com Luiz Francisco Rebello a peça surrealista A invenção do guarda-chuva (1944), obra antecipadora do teatro do absurdo, nomeadamente de Eugène Ionesco, cuja primeira peça, “A Cantora Careca”, é de 1950. A invenção do guarda-chuva só seria publicada em 1999, no volume I de Todo o Teatro de Luiz Francisco Rebello, sendo posta em cena nesse mesmo ano em Lisboa pelo Teatro Nacional D. Maria II, 55 anos depois de uma primeira representação no Liceu Charles Lepierre.
A 27 de abril de 1946, casou na igreja paroquial de Santa Isabel, em Lisboa, com Maria Emília de Oliveira Batista Bessa Tavares (Sé Nova, Coimbra, c. 1925), doméstica, filha de Carlos Bessa Tavares e de Adília Coutinho de Oliveira Batista Bessa Tavares, ambos naturais de Coimbra (ele da freguesia de São Bartolomeu e ela da freguesia da Sé Nova).
Foi co-fundador do PEN Clube Português (1974). Foi dirigente do PEN Clube Português no primeiro quinquénio da organização legalmente constituída (1979-1984).
Participou no I Congresso dos Escritores Portugueses (Lisboa, Biblioteca Nacional, 10-11 de Maio de 1975), organizado pela Associação Portuguesa de Escritores, com uma comunicação intitulada "Crítica textual".
Foi membro da Comissão Cultural Literária da Sociedade Portuguesa de Autores em 1974-1976.
Após a revolução de 25 de Abril de 1974, foi presidente da primeira assembleia de freguesia (1976-1979) de Santa Isabel, em Lisboa.
Morreu a 16 de maio de 1995.
Foi dado o seu nome a uma rua em Foros de Amora, Seixal.

## Traduções
Traduziu poesia de Ezra Pound (Poemas escolhidos, Lisboa: D. Quixote, 1986), William Carlos Williams, Lawrence Ferlinghetti (Como eu costumava dizer, Cadernos de Poesia n.º 22, Lisboa: D. Quixote, 1972), Allen Ginsberg (Uivo e outros poemas, Cadernos de Poesia n.º 26, Lisboa: D. Quixote, 1973) e T. S. Eliot (Antologia Poética, Lisboa: D. Quixote, 1988).
Traduziu teatro de John Osborne (O tempo e a ira, Lisboa: Minotauro, 1945). 
Juntamente com Victor Palla, traduziu contos de H. G. Wells e Somerset Maugham.
Traduziu Teoria da Literatura, de René Wellek e Austin Warren (Lisboa: Europa-América, 1ª ed. 1962, 5ª ed. 1980).
Organizou, traduziu e anotou Polícias e ladrões: uma antologia de contos policiais e de mistério (Coimbra: Coimbra Editora, 1957).

## Colaboração em publicações periódicas
Colaborou em "Altura - Cadernos de Poesia" (1945), em "Europa - Jornal de Cultura" (1957), no suplemento "Artes – Letras – Ciências" da revista "Litoral" (1959), no "Jornal de Letras e Artes" desde o seu início (1961), na revista "Almanaque" (1959-1961) e na revista "Colóquio/Letras".
Colaborou na revista "O Tempo e o Modo", nomeadamente com estudos sobre o romance português (n.º 2, Fevereiro de 1963), o lugar-comum na literatura (n.º 5, Maio de 1963), a obra de José Cardoso Pires (n.º 11, Dezembro de 1963), a cultura e a cultura de massa (n.º 20-21, Outubro-Novembro de 1964), a poesia de T. S. Eliot (n.º 24 e 25/26, Fevereiro e Março/Abril de 1965), a poesia de Ezra Pound (n.º 30, Setembro de 1965), a crítica e o público (n.º 38/39, Maio-Junho de 1966), a obra A Imitação dos Dias, de José Gomes Ferreira (n.º 42, Outubro de 1966) e sobre teatro (n.º 50/51/52/53, Junho a Outubro de 1967).  
Colaborou desde o primeiro número (3 de Março de 1981), no JL – Jornal de Letras, Artes e Ideias, com uma coluna intitulada “Escrituralismo”, assinada por José Sesinando, e crítica literária assinada por José Palla e Carmo. Parte da colaboração de José Sesinando para o JL foi reunida no volume Obra Ântuma (1986).

## Livros e ensaios em livros

### José Palla e Carmo
- "Uma apresentação de Graham Greene", prefácio-ensaio a Os melhores Contos de Graham Greene. Lisboa: Arcádia, 1960, pp. 7-30.
- "O romance norte-americano contemporâneo", in VVAA, O romance contemporâneo. Lisboa: Sociedade Portuguesa de Escritores, 1964.
- Prefácio-ensaio a Ruben A., A Torre da Barbela. Lisboa: Parceria A. M. Pereira, 1966.
- A poesia norte-americana contemporânea. Lisboa: Movimento, 1966.
- Do livro à leitura: ensaios de crítica literária. Mem Martins: Publicações Europa-América, 1971.
- Apreciação literária in António Pinto Rodrigues (ed.), Antologia poética juvenil de S. Tomé e Príncipe. Lisboa: s.n., 1977.
- Posfácio a Ruben A., Kaos. Lisboa: INCM, 1981.

### José Sesinando
- Olha, Daisy: 50 variações sobre o soneto já antigo de Fernando Pessoa. Lisboa: Aquasan, 1985.
- Obra Ântuma. Mem Martins: Publicações Europa-América, 1986.

## Frases e aforismos de José Sesinando
“Foi Copérnico quem primeiro viu a estrela pular.”
“Os terroristas raciocinam por explosão de partes.”
“O Adágio de Albinoni, depois de muito tocado na rádio, tornou-se um adágio popular.”
“Vá de metro, Satanás!”
“Os conferencistas ateus não têm Papas na língua.”
“É vidente: mente, evidentemente.”
“Você sabe onde é que o Alberto moravia?”
“Quem não tem um Rolls, rói-se.”
“Os tecnocratas estão classificados por ordem analfabética.”
“Tudo leva a crer que os 12 Pares de França, quando visitaram Portugal, pernoitaram na Casa dos 24.”